# Bernard Mandelík
Bernard Mandelík (24. srpna 1844 Kolín – 6. října 1910 Ratboř) byl český průmyslník, velkostatkář a podnikatel židovského původu, podnikající v oboru cukrovarnictví a chemického průmyslu zejména v Kolíně a okolí.

## Život
Narodil se v kolínském ghettu do židovské rodiny obchodující s obilím jako nejmladší syn Josui Mandelíka a jeho manželky Rosalie, rozené Pollatschekové. Začátkem 70. let 19. století Mandelík převzal po matce vedení rodinného obchodu a nadále jej rozvíjel. Oženil se a založil v Kolíně rodinu. Jakožto majitel již bohaté a prosperující firmy zaujal roku 1888 místo správce velkostatku a cukrovaru v Ratboři u Kolína v majetku baronky Terezy z Birnic, po její smrti roku 1890 se roku 1891 stal i majitelem statku. Roku 1890 zemřela též Mandelíkova manželka. Pod jeho hospodářským vedením a technologických inovacích v cukrovaru dosahoval velkostatek mimořádných výsledků. Mandelík následně rozšířil zemědělské podnikání zakoupením cukrovaru v Bečvárech. Roku 1904 zakoupil nájemní dvůr Sedlov, o rok později dvůr Kbel.
Zároveň se čile zapojil do městského života stejně jako do života místní židovské komunity. Byl také členem okresního zastupitelstva, censorem Rakousko-uherské banky, členem správních rad několika kolínských průmyslových závodů a železniční společnosti Místní dráhy Kolín-Čerčany.
Roku 1890 zakoupil Mandelík jako rodinné sídlo Nový zámek v Ratboři, kde pak s rodinou žil.

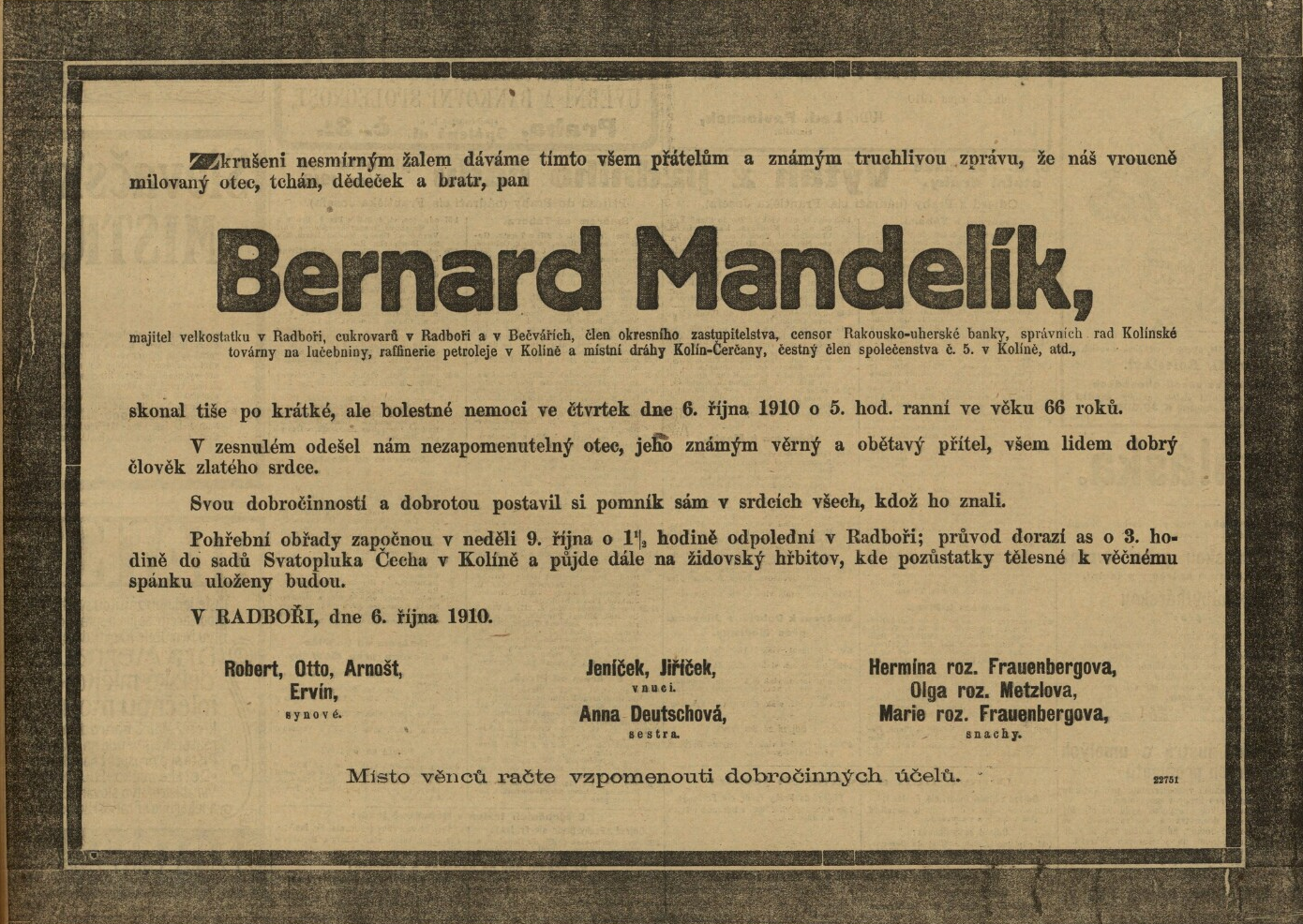
Oznámení o úmrtí Bernarda Mandelíka v dobovém tisku, 1910

### Úmrtí

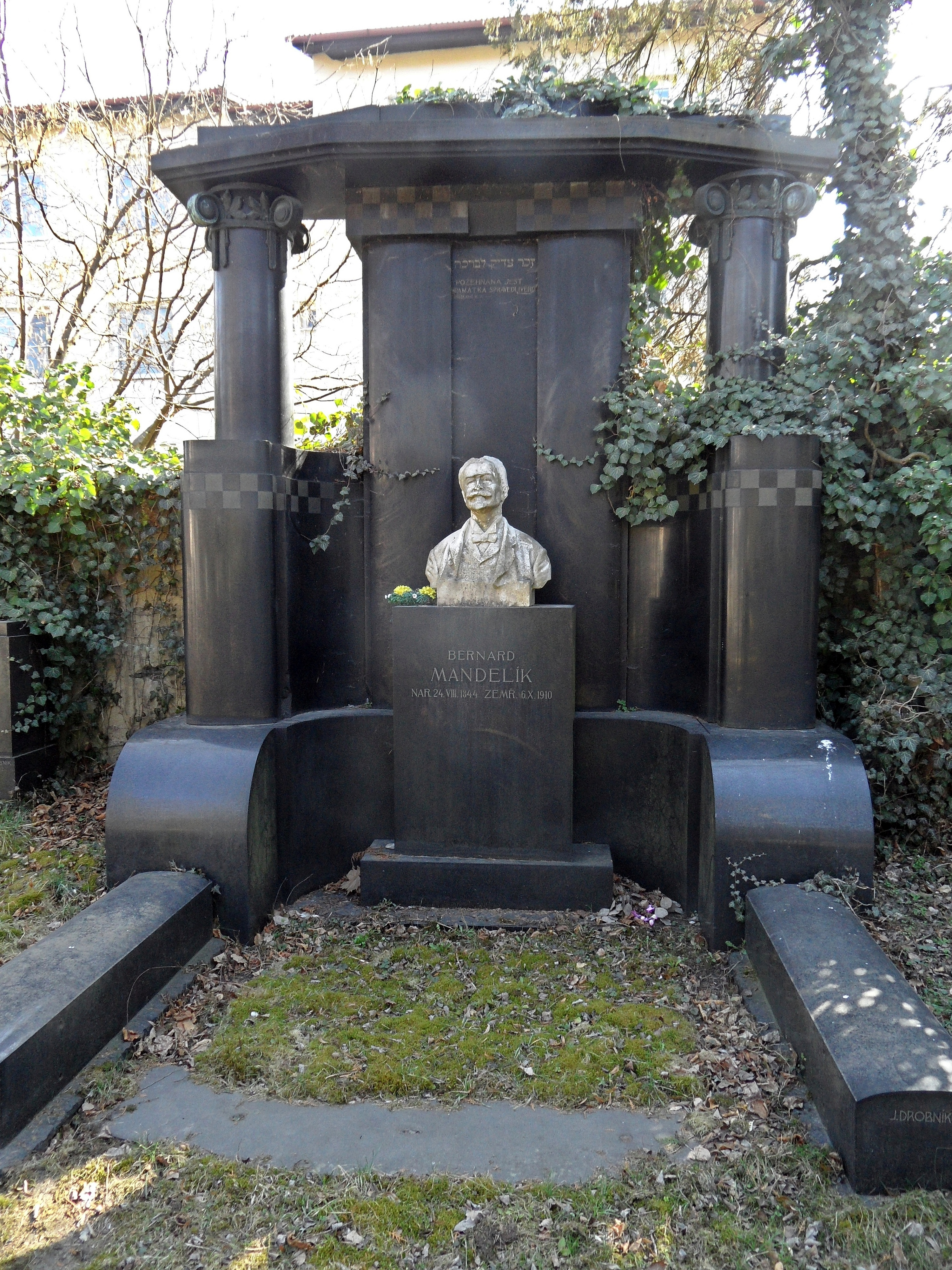
Hrobka Bernarda Mandelíka na Novém židovském hřbitově v Kolíně

Bernard Mandelík zemřel ve svém sídle v Ratboři 6. října 1910 ve věku 66 let. Pohřeb se konal 9. října v Kolíně, Mandelík byl pochován v samostatné hrobce na Novém židovském hřbitově zdobené bustou z bílého kamene.

### Rodinný život
Od začátku 70. let 19. století byl Bernard Mandelík ženatý s Henriettou Mandelíkovou (1851–1890), rozenou Halphen, z Kolína. Narodili se jim synové Robert, Otto, Arnošt a Ervín. Po otcově smrti převzal vedení rodinné firmy nejstarší syn Robert (1875–1946), firma nadále rostla. Nedlouho po smrti Bernarda Mandelíka rozhodla rodina o přestavbě sídla podle návrhu architekta Jana Kotěry. Arnošt Mandelík (1877–1914) tragicky zahynul při dopravní nehodě.